# Wasserbehälter (Osthofen)

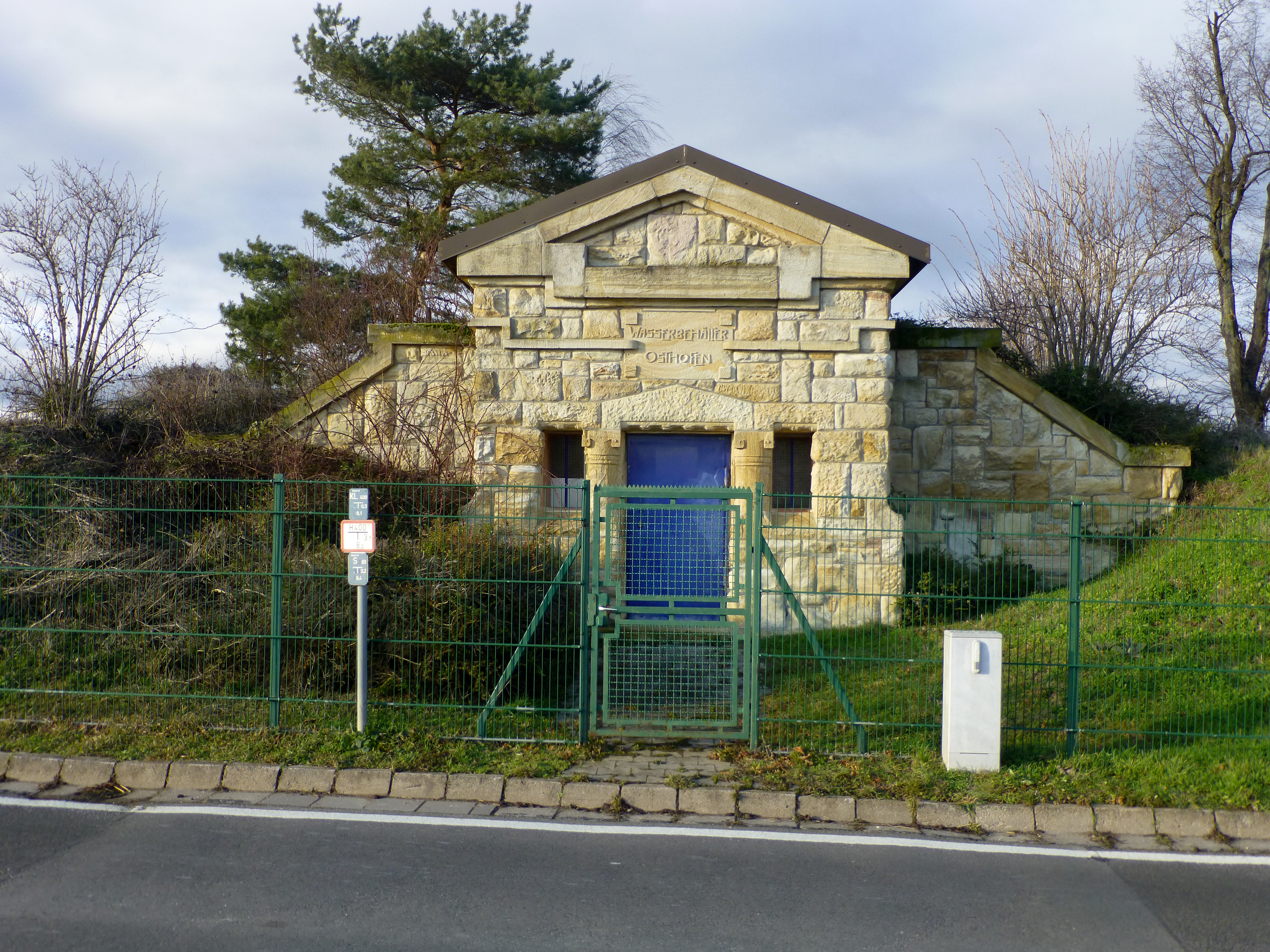
Wasserbehälter in Osthofen

Der Wasserbehälter in Osthofen, einer Ortsgemeinde im Landkreis Alzey-Worms in Rheinland-Pfalz, wurde um 1905 errichtet. Der Wasserbehälter südwestlich des Ortes in der Flur Auf dem Kirschberg ist ein geschütztes Kulturdenkmal.
Der Typenbau in neoklassizistischen Formen aus Sandstein-Bossenquadern wurde in die künstliche Aufschüttung hineingebaut. Der kräftige Dreiecksgiebel tritt vor die seitlichen, abgeschrägten Stützmauern. Das Portal hat einen giebelförmigen Sturz, es wird von gedrungenen Säulen und Rechteckfenstern flankiert.
Die Inschrift im Giebel lautet: „WASSERBEHÄLTER OSTHOFEN“.
Das Bauwerk wurde nach Plänen des Architekten Wilhelm Lenz von der Großherzoglichen Kulturinspektion Mainz errichtet. Der Wasserbau-Ingenieur und Baubeamte Bruno von Boehmer entwarf und leitete von 1897 bis 1907 die Modernisierung der Wasserversorgung großer Teile Rheinhessens.